# 평산 태사사
평산 태사사(平山 太師祠)는 황해북도 평산군 산성리 태백산성 내에 있던 옛 사우이다. 성황사(城隍祠) 또는 태백산성사우(太白山城祠宇)라고도 한다. 한국전쟁 때 파괴되어 비석만 남아 있다.
고려 초기 개국 공신인 장절공 신숭겸(壯節公 申崇謙)과 충절공 유검필(忠節公 庾黔弼), 무공공 복지겸(武恭公 卜智謙), 무열공 배현경(武烈公 裵玄慶)을 모시기 위해 995년(성종 15. ?)에 평산 태백성에 태사사를 세웠다고 한다. 그들 가운데 평산 출신인 신숭겸과 유검필을 성황신(城隍神)으로 여겨 사당을 성황사라 불렀다. 뒤에 산성 이름을 따서 태백산성사우로 고쳤다.
1796년(정조 20년) 삼태사사(三太師祠)라는 이름으로 사액을 받았으나, 뒤에 태사가 네 명임이 밝혀져 태사사(太師祠)라고 부르기로 하였다.
1871년(고종 8) 흥선대원군의 서원철폐령에도 훼철(毁撤)되지 않고 보존된, 유서 깊은 전국의 47개 서원 중 하나이다.

## 같이 보기
- 신숭겸
- 유검필
- 복지겸
- 배현경